# Mbed
mbed je jednak počítačová platforma na bázi procesorů ARM Cortex-M a jednak stejnojmenný operační systém určený pro tuto platformu. Operační systém mbed je napsaný v kombinaci C a C++ a uvolněný pod licencí Apache License. Jeho vývoj koordinuje firma ARM Holdings, která celou platformu inzeruje jako základ pro vytváření zařízení internetu věcí.
Mezi podpůrný software napsaný přímo pro mbed patří integrované vývojové prostředí implementované pomocí webové aplikace, tedy běžící ve webovém prohlížeči. Kromě toho pro tuto platformu existují i jiná vývojová prostředí, například Eclipse doplněné o patřičnou variantu GCC.